# Облога Фамагусти (1570-1571)
Облога Фамагусти (італ. Assedio di Famagosta; ісп. Asedio de Famagusta; 1570—1571) — облога османськими військами міста, останнього венеційського оплоту на Кіпрі, що тривала майже рік під час Кіпрської війни. Османською армією командував Лала Мустафа-паша, захист міста очолював Маркантоніо Брагадін. До 17 вересня 1570 року в ході бойових дій османи підпорядкували собі весь острів окрім Фамагусти. Венеційський гарнізон і жителі міста протримались 11 місяців, витримавши сім штурмів і 150 000 артилерійський залпів. Не одержавши допомоги з Венеції, Маркантоніо Брагадін кінець кінцем був вимушений здати місто 1 серпня 1571 року. Хоча Лала Мустафа-паша обіцяв гарнізону та жителям вільний вихід, він не дотримав обіцянки, жорстоко розправившись зі всіма вцілілими захисниками міста. Взяття міста завершило завоювання Кіпру османською армією. Невдовзі після падіння Фамагусти османський флот був переможений у битві при Лепанто Священною лігою, але Кіпр залишився під османським пануванням до XX століття.